# 埃伯恩汉
埃伯恩汉是德国莱茵兰-普法尔茨州的一个市镇。总面积3.31平方公里，总人口1225人，其中男性614人，女性611人（2011年12月31日），人口密度370人/平方公里。